# Michel Saliba
Pour les articles homonymes, voir Saliba.
Michel Saliba, né le 2 mars 1946 à Tunis, est un pilote automobile français de rallyes et de courses de côte.

## Biographie
Il entame sa carrière de compétiteur automobile sur NSU modèle 1000TT de série en 1967 à la Course de côte Ampus - Draguignan (Var), en Groupe 1. Sa première course en rallye régional a lieu dans la foulée au 2e Critérium des Maures (6e, épreuve devenue Ronde, qu'il remporte en 1969 sur A110). En 1968 et 1969 il passe toutes ses saisons avec une Alpine A110, qui lui permet par deux fois de remporter en National le Rallye du Var. Alors vainqueur de Ligue Sud-Est, il obtient une bourse du Ministère de la Jeunesse et des Sports lui permettant de financer son Volant Shell sur le Circuit de Nevers Magny-Cours, terminant deuxième de la finale 1970 derrière Guy Dhotel.
En 1971 et 1972 il obtient plusieurs podiums en côte sur sa Tecno F3-Renault 1.6 avec le soutien du pétrolier Shell, et il participe la première année sur Alfa Romeo 2000 GTAm aux 12 Heures du Paul Ricard avec Jean Ortelli, vice-champion d'Europe de la montagne l'année suivante.
Le proto Simca CG lui est alors confié par Chrysler France avec le soutien de l'ASA Varoise, pour épauler Bernard Fiorentino (en International) et Philippe Renaudat (en National) dans les championnats de France des rallyes 1972, et 1973 (où il termine sixième). Avec cette voiture, il obtient six victoires absolues pour 10 podiums, dont une en côte.
En 1974, il gagne le Mobil Economy Run sur le Circuit Paul-Ricard avec la Simca 1000 Rallye 2 en rendement énergétique, alors que le Premier choc pétrolier vient à peine de se terminer, puis il met un terme à sa carrière en compétition à la fin de la saison.
Il devient moniteur de conduite au Castellet pour Oreca, ainsi que pour AGS au Circuit du Luc (Gonfaron)  (lors de stages Formule 1).

## Palmarès
Avec le proto Simca CG:
- Course de côte du Mont Agel en 1972;
- Rallye Mistral en 1973 (copilote Lagadec, sur proto MC coupé);
- Ronde de la Durance en 1973 (sur proto MC coupé);
- Rallye d'Antibes en 1973 (copilote Patrice Ryder, sur proto MC coupé);
- Rallye d'Istres en 1973 (copilote Patrice Ryder, sur proto MC coupé);
- Rallye Pétrole-Provence en 1973 (copilote Patrice Ryder, sur proto MC 2.2 Spider);
  - 2e du rallye d'Antibes en 1972;
  - 2e de la ronde Cévenole en 1973;
  - 2e du rallye du Var en 1973;
  - 3e de la ronde du Vercors Vivarais en 1973.